# Panzerdivision Feldherrnhalle 1
La Panzerdivision Feldherrnhalle 1 était une division d'infanterie mécanisée (en allemand : Panzergrenadier-Division) de l'Armée de terre allemande (la Heer), au sein de la Wehrmacht, pendant la Seconde Guerre mondiale.

## Création et différentes dénominations
- 1934 Création de la SA-Standarte Feldherrnhalle qui est composé de l'élite des SA.
- En janvier 1943, la 60. Panzergrenadier Division disparaît à Stalingrad après la capitulation des forces allemandes du  maréchal Paulus.
- En juin 1943, une nouvelle 60. Panzergrenadier Division est en cours de reconstitution dans le sud de la France (Nîmes 30).
- En décembre 1943  la 60. Panzergrenadier Division prend le nom de Panzer Abteilung Feldherrnhalle (groupe motorisé).
- Au début 1944 la Panzer Abteilung Feldherrnhalle est renforcée et devient le Panzer Regiment Feldherrnhalle.
- En juillet 1944 le Panzer Regiment Feldherrnhalle disparaît près de Minsk avec le Heeresgruppe Mitte dans la débâcle de l'opération Bagration.
- En septembre 1944, une nouvelle division est assemblée à partir des éléments survivants et de la Panzer Brigade 109 en Hongrie.
- Le 27 décembre 1944, le Panzer Regiment Feldherrnhalle est transformé en Panzerdivision Feldherrnhalle.
- Le 23 mars 1945, la division devient  Panzerdivision Feldherrnhalle 1.

## Emblèmes divisionnaires

Emblème de la Panzerdivision Feldherrnhalle 1

## Historique

### Création et concept
Les unités Feldherrnhalle ont été les formations de combat de la SA. 

Son histoire remonte à 1923 lors du putsch de la Brasserie. Le corps a été nommé d'après le Feldherrnhalle à Munich où la tentative de coup a été écrasé par le gouvernement du Land de Bavière.
La première unité, le SA-Standarte Feldherrnhalle est créé après la mort de Ernst Röhm, lors de la Nuit des Longs Couteaux. Le régiment était composé de l'élite des SA choisis dans toute l'Allemagne. Le Standarte Feldherrnhalle était un pas vers la création d'une unité combattante. Son rôle était de fournir des unités de gardes pour les bureaux du gouvernement SA autour de l'Allemagne nazie.
En mars 1938, les hommes de la Standarte Feldherrnhalle ont été parmi les premières unités à entrer en Autriche pendant la Anschluss. En septembre 1938, le Feldherrnhalle est placé sous le contrôle de la Wehrmacht, et l'effectif de l'unité est transféré à la Luftwaffe, qui forme le Luftlande-Regiment Feldherrnhalle et une partie de la 7. Flieger-Division. Le reste du régiment est transféré à la Heer, formant le 120e Régiment d'Infanterie motorisé de la 60. Infanterie-Division (mot.) et le 271e Régiment d'Infanterie de la 93. Infanterie-Division

## Organisation

### Commandants successifs
| Date                          | Grade        | Commandant   |
| ----------------------------- | ------------ | ------------ |
| 27 novembre 1944 - 8 mai 1945 | Generalmajor | Günther Pape |

## Composition
Composition de l'Infanterie Division "Feldherrnhalle " à la fin de 1943
- Grenadier Regiment "Feldherrnhalle"
- Fusilier Regiment "Feldherrnhalle"
- Panzer Aufklärungs Abteilung "Feldherrnhalle"  (Groupe de reconnaissance)
- Panzer Abteilung "Feldherrnhalle"
- Panzerjäger Abteilung "Feldherrnhalle" (Groupe de chasseurs de chars)
- Artillerie Regiment "Feldherrnhalle"
- Pionier Bataillon "Feldherrnhalle" (Génie d'assaut)
- Flak Artillerie Abteilung "Feldherrnhalle" (Groupe de Flak)

Bataille de Debrecen Hongrie - Octobre 1944
60. Panzergrenadier-Division Feldherrnhalle
- Division Stab
- Füsilier-Regiment Feldherrnhalle
- Grenadier-Regiment Feldherrnhalle
- Panzer-Abteilung Feldherrnhalle
- Panzer-Aufklärungs-Abteilung Feldherrnhalle
- Artillerie Regiment Feldherrnhalle
- FlaK-Bataillon Feldherrnhalle
- Pionier-Bataillon Feldherrnhalle
- Nachrichten-Kompanie Feldherrnhalle

Siège de Budapest Hongrie - Février 1945
Panzer-Division Feldherrnhalle 1
- Division Stab
- Panzer-Regiment Feldherrnhalle
- Panzer-Battalion
- Panzergrenadier-Battalion (half-track)
- schwere Panzer-Abteilung Feldherrnhalle
- Panzergrenadier-Regiment Feldherrnhalle
- Panzerjäger-Abteilung Feldherrnhalle
- Panzer-Aufklärungs-Abteilung Feldherrnhalle
- Pionier-Bataillon Feldherrnhalle
- Artillerie-Regiment Feldherrnhalle
- Nachrichten-Kompanie Feldherrnhalle

Opération Frühlingserwachen Hongrie - mars 1945
Panzerkorps Feldherrnhalle
- Korps Stab
  - Korps-Füsilier-Regiment Feldherrnhalle
  - Schwere-Panzer-Abteilung Feldherrnhalle
  - 404. Artillerie-Regiment
  - 404. Panzer-Pionier-Bataillon
  - 44. Panzer-Nachrichten-Bataillon
  - Panzer-Feldersatz-Regiment Feldherrnhalle
- Panzer-Division Feldherrnhalle 1
- Panzer-Division Feldherrnhalle 2

## Théâtres d'opérations[2]
- janvier 1943 : la '60e Panzergrenadier Division disparaît à Stalingrad après la capitulation des forces allemandes du maréchal Paulus.
- En juin - décembre 1943 : Reconstitution d'une nouvelle 60e Panzergrenadier Division dans le sud de la France qui devient le Panzer Abteilung Feldherrnhalle .
- Début 1944 : le Panzer Regiment Feldherrnhalle combat à Vitebsk et Narva
- Juillet 1944 : La division disparaît près de Minsk avec le Heeresgruppe Mitte sous les coups de l'Armée rouge
- Septembre 1944 : Le Panzer Regiment Feldherrnhalle  est reconstitué en Hongrie
- Octobre 1944 : Sous les ordres du Generalmajor Günther Pape (en), la division se bat en Hongrie avec le 3. Panzerkorps de la 6e Armee puis en Slovaquie
- Mai 1945 : la Panzerdivision Feldherrnhalle est capturée par l'Armée rouge

## Insigne
Le port de la bande de bras "Feldherrnhalle" est autorisé pour cette unité pour illustrer ses affiliations avec la SA-Standarte Feldherrnhalle.